# Walt Ader
Walt Ader (n. 15 decembrie 1913 – d. 25 noiembrie 1982) a fost un pilot de curse auto american care a evoluat în Campionatul Mondial de Formula 1 în sezonul 1950.